# 셰른시

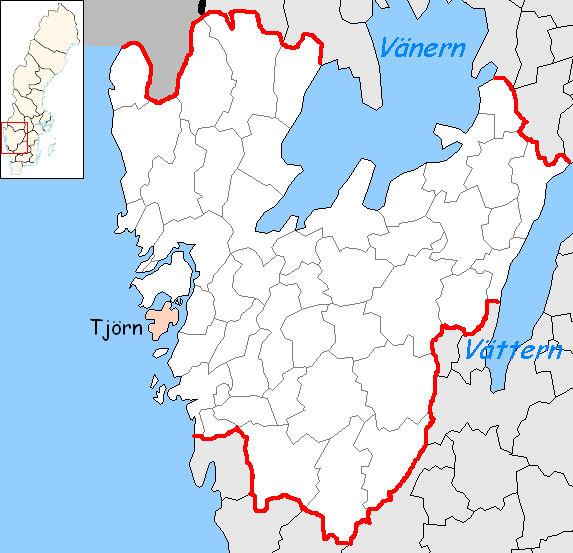
셰른 시의 위치

셰른시(스웨덴어: Tjörns kommun)는 스웨덴 베스트라예탈란드주에 위치한 지방 자치체로 행정 중심지는 셰르함이며 면적은 845.94km2, 인구는 15,584명(2016년 12월 31일 기준), 인구 밀도는 18명/km2이다.

시 문장